# ديفيد أفليك
ديفيد أفليك (بالإنجليزية: David Affleck)‏ (26 يوليو 1912 في المملكة المتحدة - 11 أغسطس 1984 في المملكة المتحدة) هو لاعب كرة قدم بريطاني (وحمل سابقاً جنسية المملكة المتحدة لبريطانيا العظمى وأيرلندا) في مركز الوسط. لعب مع نادي بريستول سيتي ونادي ساوثهامبتون ونادي ليتون أورينت ونوتس كاونتي ويوفل تاون.